# Margarita Tortajada Quiroz
Margarita Tortajada Quiroz nació el 15 de septiembre de 1959 en la Ciudad de Guadalajara, Jalisco. Desde el año de 1998 es investigadora del Centro Nacional de Investigación, Documentación e Información de la Danza José Limón y pertenece al del Sistema Nacional de Investigadores. Actualmente es Profesora de las asignaturas de historia de la danza en la Escuela de Danza Contemporánea del Centro Cultural Ollin Yoliztli de la Secretaría de Cultura del Gobierno de la Ciudad de México y labora en el proyecto de investigación Danza y dolor.

## Formación Académica
Estudió la Licenciada en Ciencias Políticas en la Universidad Nacional Autónoma de México, así como la Maestría en Educación e Investigación Artísticas en el Instituto Nacional de Bellas Artes y el Doctorado en Ciencias Sociales en la Universidad Autónoma Metropolitana. Su trabajo ha dado cuenta de su experiencia dancística y formación académica en los diversos trabajos que ha realizado sobre la danza y sus artistas.

## Obras
Es autora de textos que reflexionan sobre la teoría propia de este arte, así como de análisis históricos de la danza mexicana, y ha sido pionera en los estudios de género dentro de la danza, destacan:
- Danza y poder (INBA, 1995)
- La danza escénica de la Revolución Mexicana, nacionalista y vigorosa (INHERM, 2000)
- Mujeres de danza combativa (CONACULTA, 1999/reedición INBA, 2012)
- Luis Fandiño, danza generosa y perfecta (INBA, 2000/reedición CD-ROM CONACULTA-INBA-CENART, 2011)
- Danza y género (COBAES-DIFOCUR, 2001/reedición INBA, 2011)
- Frutos de mujer. Las mujeres en la danza escénica (CONACULTA-INBA, 2001/reedición INBA, 2012)
- Danza de hombre (SOMEC-Sinaloa-Archivo Histórico del Estado de Sinaloa-ISMUJER, 2005)
- Danza y Poder I Proceso de formación y consolidación del campo dancístico mexicano (1920-1963)
- Danza y Poder II Las transformaciones del campo dancístico mexicano: profesionalización, apertura y diversificación (1963-1980) (CONACULTA-INBA-CENART, 2008)
- 75 años de danza en el Palacio de Bellas Artes. Memoria de un arte y un recinto vivos (CONACULTA-INBA, 2010)
- Entre aplausos y críticas detrás del muro. Alcances y transformaciones de la danza moderna nacionalista mexicana en la gira de 1957 (CONACULTA-PADID-CENART, 2012)
- Escuela Nacional de Danza Nellie y Gloria Campobello (ed. Secretaría de Cultura-INBA-CENART-PADID-Laripse Ed., 2016).

## Reconocimientos
- Miembro del Sistema Nacional de Investigadores
- Medalla al Mérito Dancístico de la Confederación Interamericana de Profesionales de Danza ITI UNESCO en 2007
- Premio Nacional de Danza José Limón 2013 en XXVII Festival Internacional de Danza José Limón
- Premio al desempeño académico en investigación del INBA en 2010